# Gerlinde Mehlhorn
Gerlinde Johanna Mehlhorn (geb. Knauer; * 4. Oktober 1942 in Gera) ist eine deutsche Erziehungswissenschaftlerin und Bildungsforscherin, die sich insbesondere mit Begabungs- und Kreativitätsforschung befasst. Sie war von 1984 bis 1991 Professorin für Bildungssoziologie an der Universität Leipzig. Mit ihrem Ehemann Hans-Georg Mehlhorn gründete sie 1993 das BIP Kreativitätszentrum gGmbH, das Schulen und Kindertageseinrichtungen in Sachsen und Thüringen betreibt. Seit 2000 ist sie dessen geschäftsführende Alleingesellschafterin.

## Leben
Nach dem Abitur in Gera studierte Mehlhorn von 1961 bis 1965 an der Karl-Marx-Universität Leipzig (KMU) Pädagogik für Deutsch und Geschichte. Mit dem Staatsexamen erwarb sie die Lehrbefähigung im Fach Deutsch für die Polytechnische Oberschule (POS) und im Fach Geschichte für die Erweiterte Oberschule (EOS). Anschließend arbeitete sie zwei Jahre als Geschichts- und Deutschlehrerin an einer POS in Gera. Mehlhorn kehrte 1967 als wissenschaftliche Aspirantin an die Abteilung Unterrichtsmethodik des Geschichtsunterrichts der KMU zurück, 1969 wurde sie wissenschaftliche Assistentin am Lehrstuhl Methodik des Geschichtsunterrichts bei Hans Wermes. Sie promovierte 1971 mit einer Arbeit über die Auswertung von Bildern, Karten und Texten im Geschichtsunterricht der 6. Klasse zum Dr. paed.
Anschließend war sie als wissenschaftliche Assistentin bzw. ab 1976 Oberassistentin am Forschungszentrum Theorie und Methodologie der Programmierung der Sektion Pädagogik/Psychologie der KMU tätig und hatte einen Lehrauftrag für Hochschulpädagogik. Gemeinsam mit ihrem Mann Hans-Georg Mehlhorn schloss sie 1976 an der Humboldt-Universität zu Berlin die Promotion B (entspricht einer Habilitation) zum Thema Entwicklung des schöpferischen Denkens sozialistischer Persönlichkeiten im Jugendalter ab. Zwei Jahre später erhielt sie die Facultas Docendi für das Fachgebiet Hochschulpädagogik. Die KMU Leipzig berief Mehlhorn 1979 als Dozentin für Hochschulpädagogik. Von 1982 bis 1990 leitete sie die hochschulpädagogische Forschungsgruppe zu Problemen der Schöpfertumsforschung und Begabungsentwicklung.
Sie wurde 1984 zum ordentlichen Professor für Bildungssoziologie ernannt und wechselte damit von der Sektion Pädagogik an die Philosophische Fakultät (Sektion Wissenschaftlicher Kommunismus) der Universität Leipzig. Nach der Wende in der DDR hatte sie 1989 bis 1991 eine Gastdozentur in Blockseminaren an der Ruhr-Universität Bochum. Ende 1990 (nach der deutschen Wiedervereinigung) wurde Mehlhorn von ihrer Professur an der Universität Leipzig abberufen. Mit einem Fulbright-Stipendium ging sie 1991 für ein halbes Jahr zur Forschung und Vortragstätigkeit an die California State University, San Bernardino. Im selben Jahr wurde sie in die Arbeitsgruppe Bildung und Erziehung der Deutschen UNESCO-Kommission berufen. Von 1992 bis 1999 gehörte sie dem wissenschaftlichen Beirat des World Council for Gifted and Talented Children an.
Zusammen mit Hans-Georg Mehlhorn gründete sie 1992 die erste Freizeit-Kreativitätsschule in Leipzig. Aus dieser ging 1993 das BIP Kreativitätszentrum gGmbH (BIP steht für Begabung–Intelligenz–Persönlichkeit) hervor, dessen Geschäftsführung Gerlinde Mehlhorn übernahm. Das BIP Kreativitätszentrum gründete ab 1997 in Sachsen und Thüringen mehrere staatlich anerkannte Grundschulen, Vorschulen, Kindertageseinrichtungen sowie 2002 das BIP Kreativitätsgymnasium in Leipzig. Seit 2000 ist Mehlhorn geschäftsführende Alleingesellschafterin. Von 2002 bis 2012 war sie zudem Vorsitzende des Stiftungsrates der Mehlhorn-Stiftung.
Gerlinde Mehlhorn war ab 1963 mit Hans-Georg Mehlhorn verheiratet. Das Paar bekam zwei Söhne. Nach dem Tod Hans-Georg Mehlhorns stritt Gerlinde Mehlhorn mit dessen engster Mitarbeiterin und Erbin Janine Luther um die Gesellschafterstellung bei der BIP Kreativitätszentrum gGmbH und damit auch um Lizenzgebühren von Schulen, die nach dem Mehlhorn-Konzept der Kreativitätspädagogik arbeiten. Das Landgericht Leipzig entschied im Februar 2015 zugunsten Gerlinde Mehlhorns.

## Veröffentlichungen (Auswahl)
- mit Hans-Georg Mehlhorn: Zur Kritik der bürgerlichen Kreativitätsforschung. Deutscher Verlag der Wissenschaften, Ost-Berlin 1977.
- mit Hans-Georg Mehlhorn: Untersuchungen zum schöpferischen Denken bei Schülern, Lehrlingen und Studenten. 2. Auflage, Volk und Wissen, Ost-Berlin 1979 [1978].
- mit Hans-Georg Mehlhorn: Intelligenz. Zur Erforschung und Entwicklung geistiger Fähigkeiten. Deutscher Verlag der Wissenschaften, Ost-Berlin 1981.
- mit Hans-Georg Mehlhorn: Spitzenleistungen im Studium. Psychologische und pädagogische Untersuchungen zur Entwicklung schöpferisch begabter Persönlichkeiten. Volk und Wissen, Ost-Berlin 1982.
- mit Hans-Georg Mehlhorn: Begabung, Schöpfertum, Persönlichkeit. Zur Psychologie und Soziologie des Schöpfertums. Akademie-Verlag, Ost-Berlin 1985.
- Hrsg. mit Frank Schulz und Karola Schöppe: Begabungen entwickeln & Kreativität fördern. Kopäd Verlag, 2015.